# Megachile nevadensis
Megachile nevadensis är en biart som beskrevs av Cresson 1879. Megachile nevadensis ingår i släktet tapetserarbin, och familjen buksamlarbin. Inga underarter finns listade i Catalogue of Life.